# Gaetano Caccavallo
Gaetano Caccavallo fue un deportista italiano que compitió en remo. Ganó cuatro medallas en el Campeonato Europeo de Remo entre los años 1900 y 1903.

## Palmarés internacional
| Campeonato Europeo | Campeonato Europeo    | Campeonato Europeo | Campeonato Europeo |
| Año                | Lugar                 | Medalla            | Prueba             |
| ------------------ | --------------------- | ------------------ | ------------------ |
| 1900               | París (Francia)       | Medalla de plata   | Cuatro con timonel |
| 1901               | Zúrich (Suiza)        | Medalla de oro     | Cuatro con timonel |
| 1902               | Estrasburgo (Francia) | Medalla de plata   | Cuatro con timonel |
| 1903               | Venecia (Italia)      | Medalla de bronce  | Cuatro con timonel |